# Славянская топонимия Германии

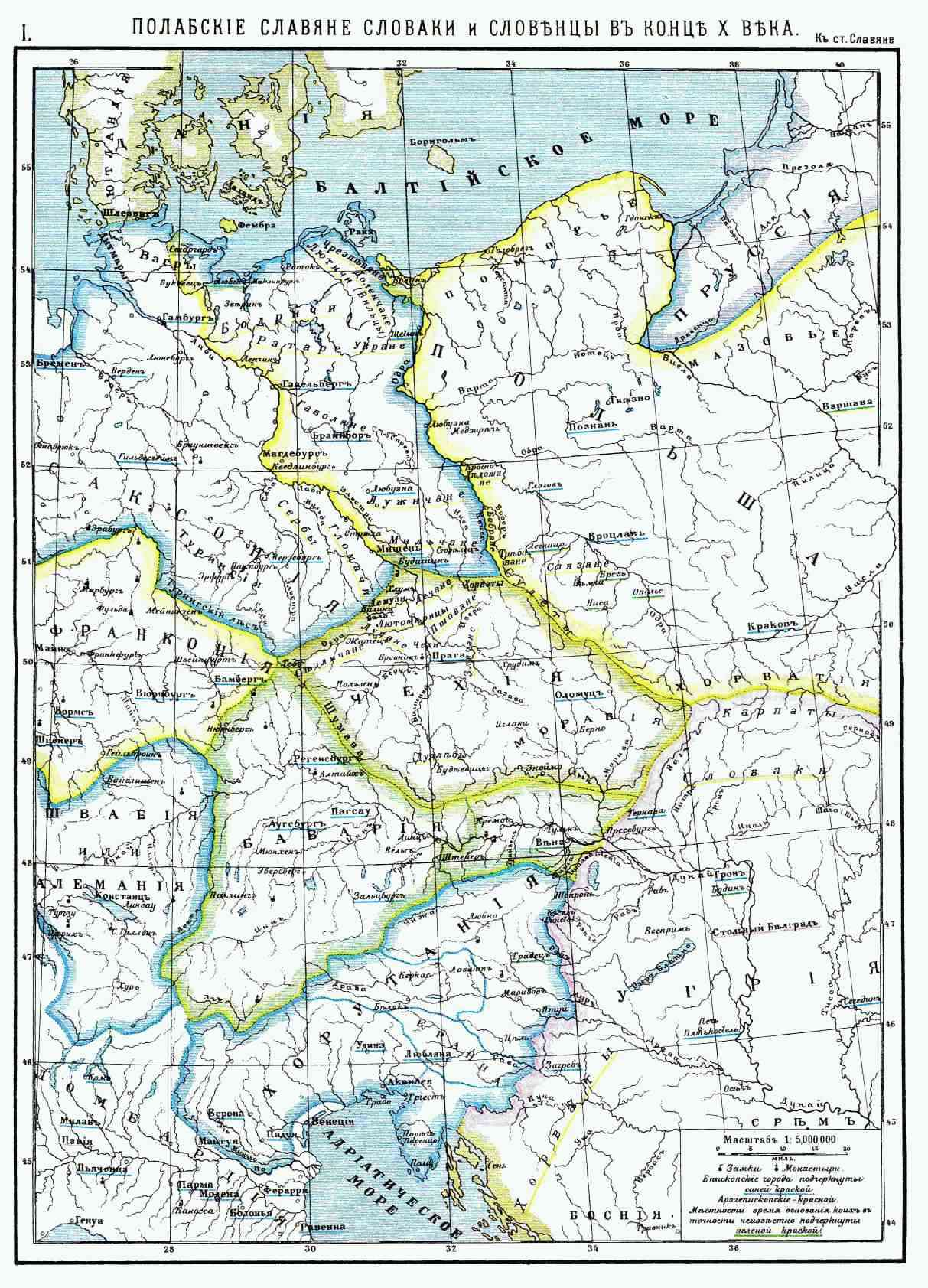
Славянские народы на карте центральной и восточной Европы в конце X века

Славянские племена лужичан, лютичей, бодричей, поморян, руян издревле заселяли территорию современной восточной, северной и отчасти северо-западной Германии, а также часть Баварии. Как утверждается в настоящее время некоторыми исследователями — во второй половине VI века они сменили племена лангобардов, ругов, лугиев, хизобрадов, варинов, велетов и прочих обитавших здесь в античные времена народов.
Однако, как отмечают многие исследователи, существует «удивительное совпадение племенных названий полабских, поморских и других западных славян с древнейшими, известными на данной территории этническими наименованиями рубежа первых веков нашей эры», упомянутыми в римских источниках. Всего таких парных, совпадающих античных и средневековых славянских названий племён, живших в данной местности, известно около пятнадцати.
Позднее, в ходе средневековой немецкой экспансии, славянское население в течение нескольких столетий было покорено и постепенно ассимилировано.
В XVIII веке исчез полабский язык (последний ареал — Нижняя Саксония, район Люхова). В настоящее время единственным не до конца онемеченным славянским народом Германии остаются лужичане.

## Особенности образования славянских топонимов
Славянские народы, издревле проживавшие на территории современной Германии, оставили после себя многочисленные топонимы. При этом какая-то часть топонимов может иметь более древнее германское или даже общеиндоевропейское происхождение. В условиях двуязычия часть топонимов приобрело смешанный славяно-германский характер.
Как отмечает А.В. Суперанская, из-за продолжительного существования на территории современных Германии и Австрии славяно-германского двуязычия образовалась двойная лужицко-немецкая номенклатура. Во многих случаях более древние славянские топонимы немецкий язык воспринимает иногда по звучанию, иногда — по смыслу, например Maly Welkow — нем. Kleine Welka, но Źernosyki — нем. Sornzig (адаптировано немецким языком до XIV в.). Общеславянские слова вроде прудик, горка в составе самих названий адаптировались по звучанию к соответствующему языку: Horken.
Значительная часть славянских топонимов образована при помощи следующих суффиксов:
- -ин (-in) 0— Берли́н[11], Швери́н, Витци́н, Деви́н, Альт-Тетери́н, Карпи́н. Обычно это -in ударное (в отличие от германских топонимов, имеющих ударение на первый слог).
- -ен (-en) на востоке Германии 0— результат германизации славянских суффиксов  с -н- (-ин, -ина, -нь, -яне)[12].

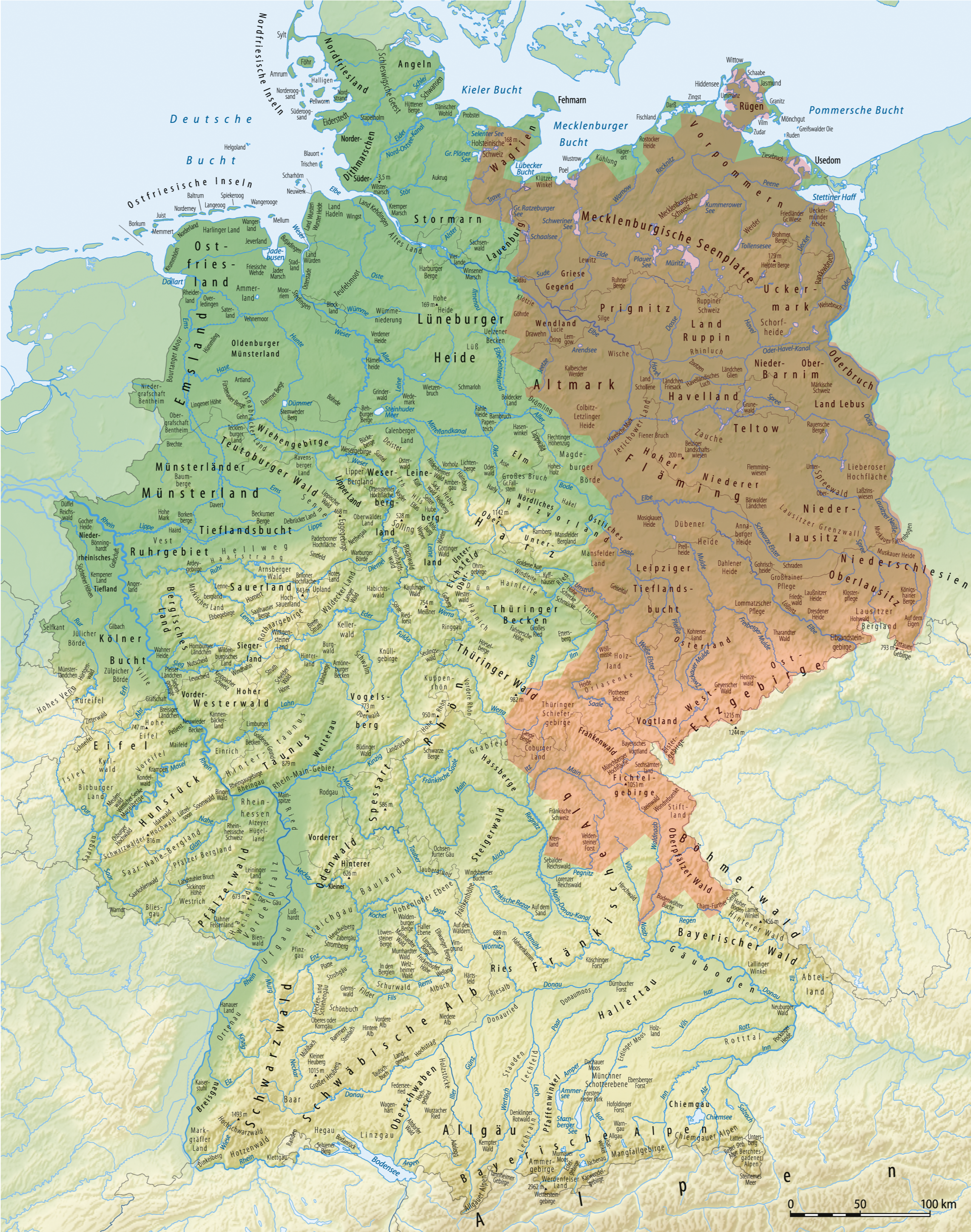
Карта распространения славянских топонимов с суффиксом -itz

- -иц (нем. -itz)0— Ла́узиц (Лужица), Кемниц. «Окончания» -иц/-ц, как правило, соответствуют славянским окончаниям -иц/-ица (-ic/-ica) или -ицы (-icy). Например: Добраниц (нем. Dobranitz), с лужицкого — Добранецы (в.-луж. Dobranecy), Добершюц (нем. Doberschütz) — Доброшицы (в.-луж. Dobrošicy).

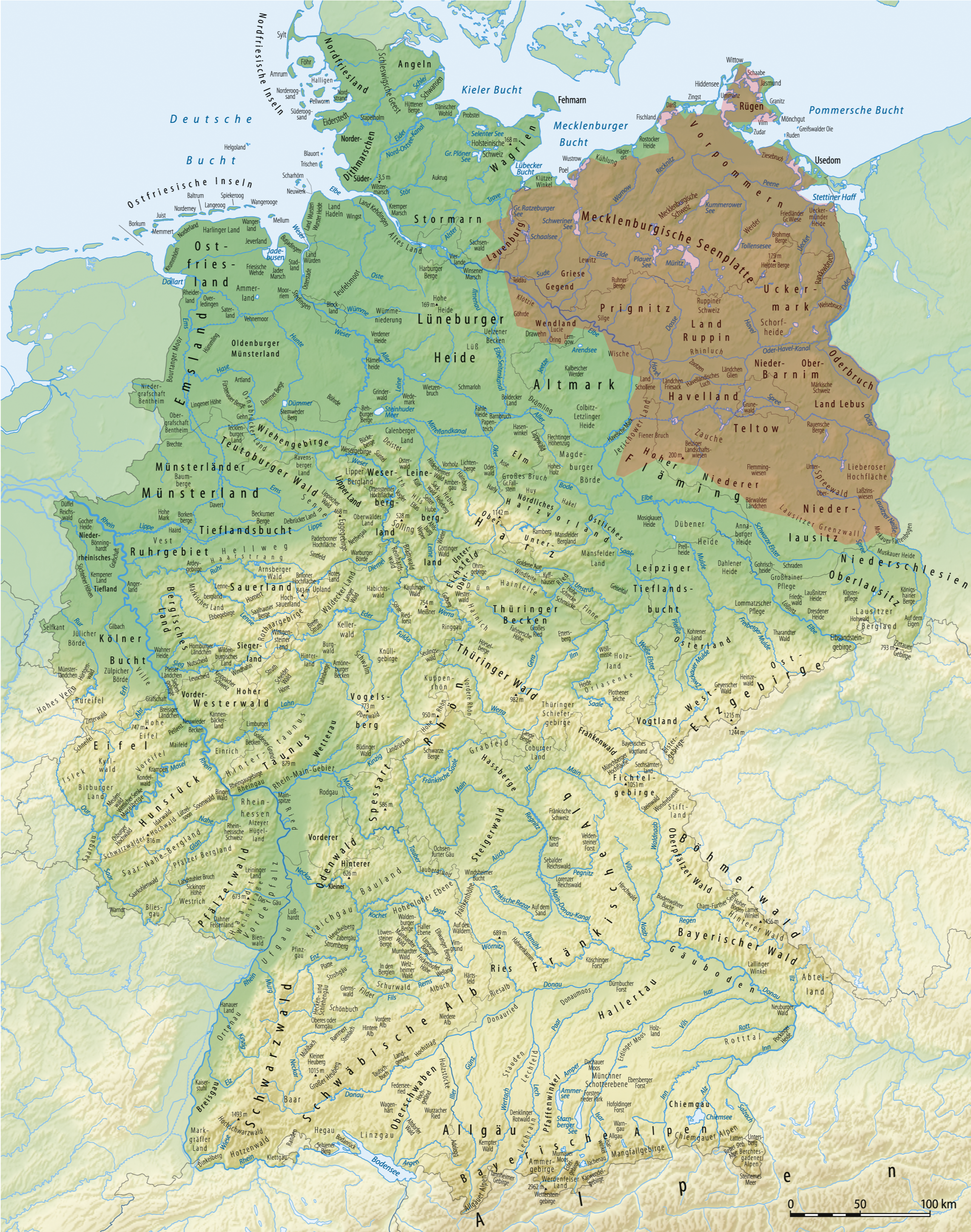
Карта распространения славянских топонимов с суффиксом -ow

- -ов[13] (-ow, фонетически [o]) — Любов, Тетеров, Гюстров, Трептов, Лютов, Гольцов, Миров, Буров.
- -ау (-au) на востоке Германии — Люббенау, Шпандау, Торгау, Цвиккау.

Окончания -ау (-au) в топонимах славянского происхождения в большинстве случаев являются германизированными окончаниями -ов (-ow), однако не всегда: например, Добершау (нем. Doberschau) с лужицкого (в.-луж. Dobruša) — Добруша. Окончание -ау (-au) также типично для многочисленных топонимов гидронимического немецкого происхождения.
Часто встречаются смешанные формы:
- немецкий корень + славянское имя собственное;
- славянский и немецкий корни;
- немецкое имя собственное + славянский суффикс (Арнтиц, Лейбниц).

## Наиболее известные топонимы славянского происхождения
- Хемниц — нем. Chemnitz, в.-луж. Kamjenica, назван по наименованию небольшой речки Кемниц, притоку реки Цвиккауэр-Мульде (нем. Zwickauer Mulde). Само слово «chemnitz» происходит от «kamjenica» из языка лужицких сербов и означает «каменистый ручей/река». В Чехии город называется Saská Kamenice — «Саксонская Каменица».
- Лаузиц, Лужица — нем. Lausitz от в.-луж. Łužica (Лужица), первоначально — «болотистый край»[16]. Лужица — это историческая область Германии, в которой до сих пор проживает славянский народ лужичане. В Польше и Чехии область называется Лужице — пол. Łużyce, чеш. Lužice.
- Лейпциг — от слова Липск (ср. Липецк).
- Любек — нем. Lübeck — Любице[17]. Основан недалеко от вагрской крепости Любице (нем. Liubice). Иногда упоминается как Любица, Любицы или Льюбице. В Польше город называется пол. Lubeka (Любека), в средневековых латинских текстах как Lvbeca (Лубека).
- Росток — нем. Rostock — Росток означает место, где вода растекается в разные стороны[18].
- Ратцебург — славянское поселение Ратибор впервые упоминается в документах германского короля Генриха IV в 1062 году как Racesburg. Название происходит от имени ободритского князя Ратибора (сокращ. нем. Ratse)[19]. Это распространённое в средневековье славянское имя, встречается, в том числе, в русских летописях[20].
- Пренцлау — нем. Prenzlau — в.-луж. Prenzlawj [Пренцлавь][21] (Ср. Преслав, Преславец, Переславль, Переяслав).
- Цоссен — нем. Zossen[21] — Sosny, Со́сны[22][23].
- Бранденбург — нем. Brandenburg. По-славянски Бранибор. По-нижнелужицки город и сейчас называется Braniboŕ pśi Habołu[24]. Город Нойбранденбург по-славянски также называется Новый Бранибор[25].
- Грибницзе — нем. Griebnitzsee. Озеро на границе Берлина и Бранденбурга. Название происходит от славянского слова «гриб»[26].

## Распространённость славянских топонимов в современной Германии
Славянские топонимы широко распространены в следующих современных землях Германии:
- Нижняя Саксония — территории восточнее Гамбурга, так называемый «Вендланд».
- Шлезвиг-Гольштейн — восточная его половина.
- Мекленбург — Передняя Померания — повсеместное распространение.
- Бранденбург — повсеместное распространение.
- Берлин — многочисленные топонимы славянского происхождения на территории города.
- Саксония-Анхальт — повсеместное распространение.
- Саксония — повсеместное распространение.
- Тюрингия — повсеместное распространение.
- Бавария — восточная, центральная и северная части земли.

## Статус славянских названий в современной Лужице
Славянские варианты названий на территории Лужицы (регион, расположенный на территории немецких земель Саксония и Бранденбург) имеют официальный статус, что прописано в «Законе о правах сербов в Свободном государстве Саксония». Сам закон написан одновременно по-немецки и по-верхнелужицки. По-славянски он называется Zakoń wo prawach Serbow w Swobodnym staće Sakska (Sakski serbski zakoń — SSZ) z dnja 31. měrca 1999. Немецкое название документа выглядит как Gesetz über die Rechte der Sorben im Freistaat Sachsen (Sächsisches Sorbengesetz — SächsSorbG) vom 31. März 1999. Славянские названия, наряду с немецкими, указываются на дорожных указателях и в картах.